# Slalom

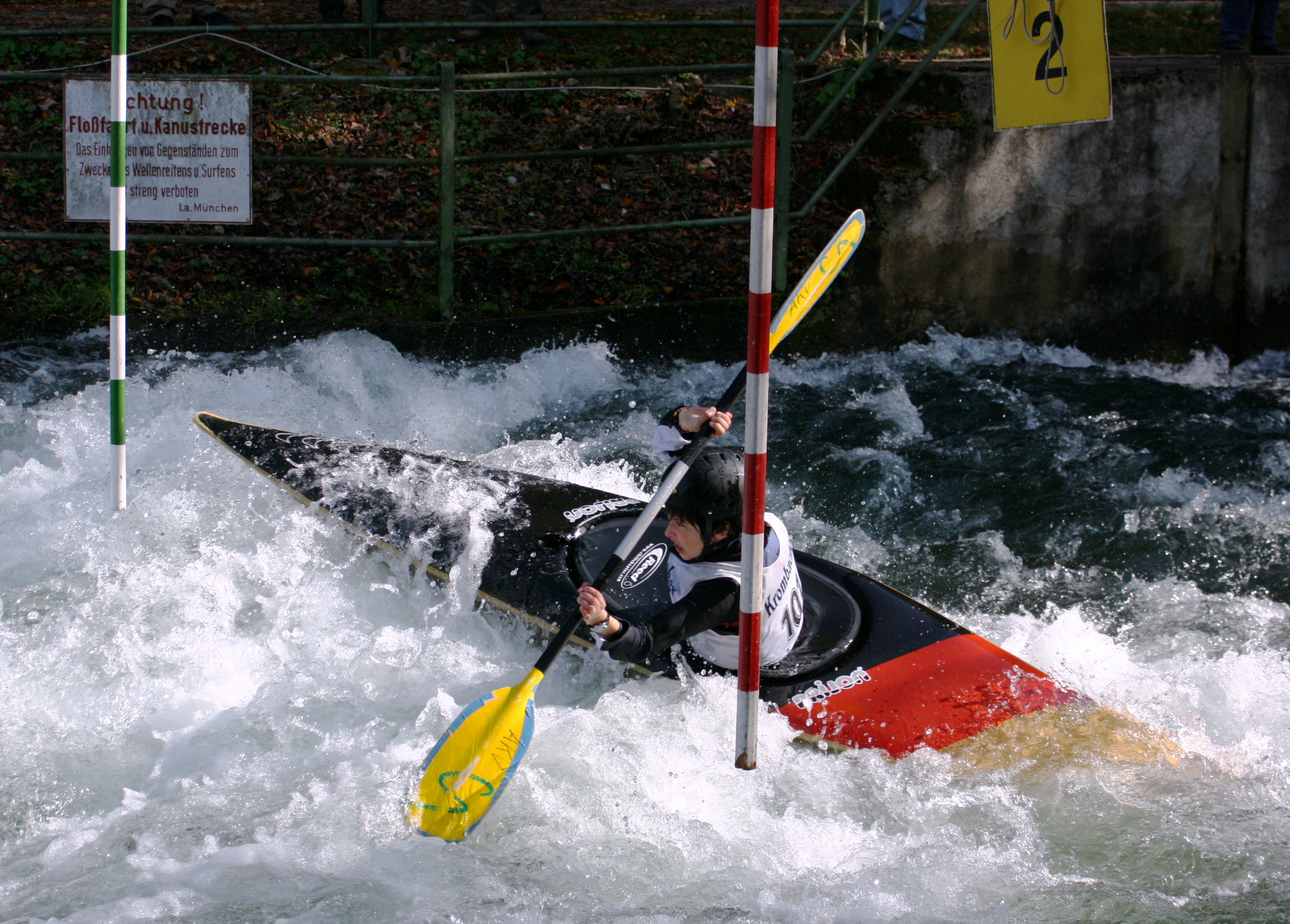
Slalom bij het kajakvaren

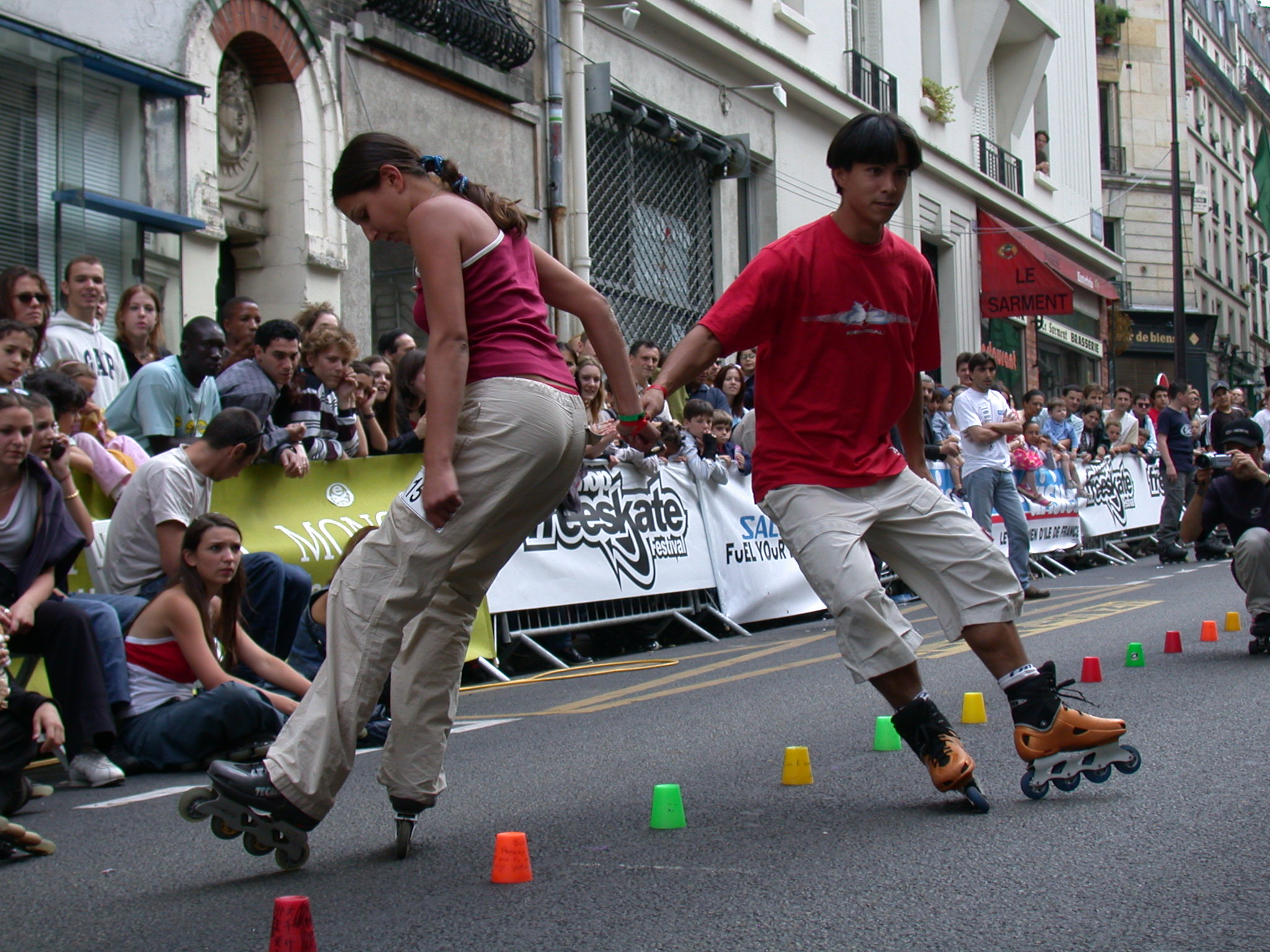
Slalom bij het skaten

Een slalom is een zigzagbeweging waarmee een reeks in een rij geplaatste obstakels afwisselend links en rechts wordt gepasseerd. Het maken van een dergelijke beweging wordt slalommen genoemd.
Het woord is afgeleid van het Noorse slalåm, dat is opgebouwd uit sla (helling) und låm (ski-spoor).
De slalom is de oudste wedstrijdvorm in het alpineskiën (reeds in 1905 werd in de omgeving van Lilienfeld de eerste slalomwedstrijd georganiseerd) maar komt ook voor in vele andere takken van sport, zoals slalomkanoën, waterskiën, windsurfen en snow- en skateboarden. De hindernissen waaromheen gemanoeuvreerd moet worden, vormen hierbij een extra spelelement en verhogen de moeilijkheidsgraad van de wedstrijd.
Daarnaast wordt de slalom toegepast in onder meer slipcursussen om automobilisten te leren al zigzaggend tussen pylonen op een nat wegdek het voertuig onder controle te houden.